# Кельмовир-Жик'я
Кельмови́р-Жи́кья (рос. Кельмовыр-Жикья) — присілок у складі Селтинського району Удмуртії, Росія.

## Населення
Населення — 5 осіб (2010; 2 в 2002).
Національний склад станом на 2002 рік:
- удмурти — 100 %

## Урбаноніми[3]
- вулиці — Кельмовирська